# Birgit Meitner
Birgit Meitner (* 14. September 1977) ist eine deutsche Behindertensportlerin.

## Leben
Birgit Meitner ist auf Grund eines inkompletten Querschnittssyndrom Rollstuhlfahrerin.
Trotz dieser Behinderung wählte sie als ihre Sportart das Basketballspiel. Sie wurde mit ihrem Verein deutsche Meisterin und Nationalspielerin. In dieser Eigenschaft nahm sie an insgesamt 4 Paralympischen Spielen teil.
Bei den Paralympischen Sommerspielen 2008 unterlag sie mit der deutschen Basketball-Olympiamannschaft im Endspiel der USA-Mannschaft und wurde Silbermedaillengewinnerin. Auch das Revanchespiel um die Weltmeisterschaft gegen die USA 2010 verlor die deutsche Mannschaft mit ihr und wurde so Vizeweltmeisterin.
Für den Gewinn der Silbermedaille 2008 verlieh ihr Bundespräsident Horst Köhler am 20. November 2008 das Silberne Lorbeerblatt.